# Алиев, Мамед Багир Джавад оглы
Маме́д Баги́р Джава́д оглы́ Али́ев (также Мамед Джавадович; азерб. Məmməd Bağır Cavad oğlu Əliyev; род. 8 апреля 1955, Курган-Тюбе, Таджикская ССР) — российский врач-онколог, профессор, доктор медицинских наук, академик РАН (2011) и РАМН (2007). Лауреат Государственной премии Российской Федерации (1999). Заслуженный деятель науки Российской Федерации (2005), лауреат двух премий Правительства России в области науки и техники (2006, 2024).

## Биография
Родился в семье врачей. Отец — хирург-травматолог, заведующий кафедрой травматологии и ортопедии. Мать — врач-гинеколог.
В 1972 году окончил среднюю школу № 189 г. Баку.
В 1979 году окончил Азербайджанский государственный медицинский институт. 
В 1983 поступил в аспирантуру ЦИТО им. Приорова. Под руководством профессора Дедовой В. Д. защитил диссертацию по вопросам лечения осложненных вывихов бедра у детей. 
В 1990 году направлен в Москву для работы над докторской диссертацией в клинику академика Николая Николаевича Трапезникова, генерального директора РОНЦ им. Н. Н. Блохина. В 1992 году защитил докторскую диссертацию, посвященную опухолям опорно-двигательного аппарата.

### Трудовая деятельность
После окончания университета с 1979 года работал анестезиологом — реаниматологом реанимационного отделения Республиканской клинической больницы г. Баку . С 1982 года работал в клинике АзГИУВ травматологом-ортопедом. 
В 1987—1988 годах работал заведующим отделением ортопедии клиники травматологии и ортопедии Баку. 
С 1992 года — ведущий научный сотрудник отделения опухолей опорно-двигательного аппарата РОНЦ им. Н. Н. Блохина. 
С 1998 года — профессор.
В 2004 году избран член-корреспондентом РАМН по специальности онкоортопедия.
В 2006 Награждён премией Правительства Российской Федерации в области науки и техники.
В 2007 году избран действительным членом РАМН по специальности «онкоортопедия».
С 2009 года является членом Общественной палаты при президенте России.
В 2011 году избран действительным членом РАН по специальности «онкоортопедия»
Заместитель директора по научной и лечебной работе НМИЦ онкологии им. Н. Н. Блохина Минздрава России — директор НИИ детской онкологии и гематологии, заведующий отделом общей онкологии НИИ клинической онкологии НМИЦ онкологии (2001—2017).
С 2017 года — член президиума Российской академии наук. Руководитель секции фундаментальной медицины отделения физиологии РАН.
С 2019 года является советником генерального директора ФГБУ «НМИЦ радиологии» Министерства здравоохранения России. 
Является членом Европейской Организации онкологов по проведению международных протоколов (EORTC), Международного Общества ортопедов-травматологов (SICOT), Европейского общества опухолей опорно-двигательного аппарата (EMSOS). 
В 2009 году по инициативе М. Д. Алиева создана Восточно-Европейская группа по изучению сарком («East-European Sarcoma Group»), объединившая специалистов в России и стран СНГ. С 2009 года является президентом данной группы.
Ведёт подготовку научных кадров и активную хирургическую работу. В созданной им научной школе основной упор делается на органосохраняющие операции, благодаря чему пациенты избегают инвалидности и возвращаются к активному, полноценному образу жизни.

### Научная деятельность
Автор 6 научных монографий, 2 методических пособий, 5 книг, около 500 научных работ и статей, как в России, так и в других странах мира.
Автором 9 изобретений и 6 рационализаторских предложений.
Им подготовлено 16 кандидатов и 16 докторов наук по специальности «онкология».
Сфера научных интересов:
- саркомы костей, мягких тканей, опухоли кожи
- высокотехнологичное лечение метастатических поражений скелета
- эндопротезирование костей и суставов, восстановительное лечение
- реконструктивная хирургия в онкологии
- опухоли позвоночника (Комбинированное лечение)
- реконструктивная хирургия опухоли костей таза
- детская онкология

М. Д. Алиевым основано новейшее направление в отечественной онкологии— онкоортопедия, которая включает в себя комплексное ортопедическое лечение онкологических больных — эндопротезирование при опухолях скелета, хирургическое лечение опухолей позвоночника, таза, грудной стенки и микро- и реконструктивно-сосудистая хирургия в онкологии.
Председатель редакционной коллегии журнала «Саркомы костей, мягких тканей и опухоли кожи». Член редакционной коллегии 5 медицинских журналов.

## Общественная деятельность
С 2001 по 2016 год являлся президентом Всероссийского Азербайджанского Конгресса.

С 2009 по 2011 являлся членом Общественной палаты при президенте России.

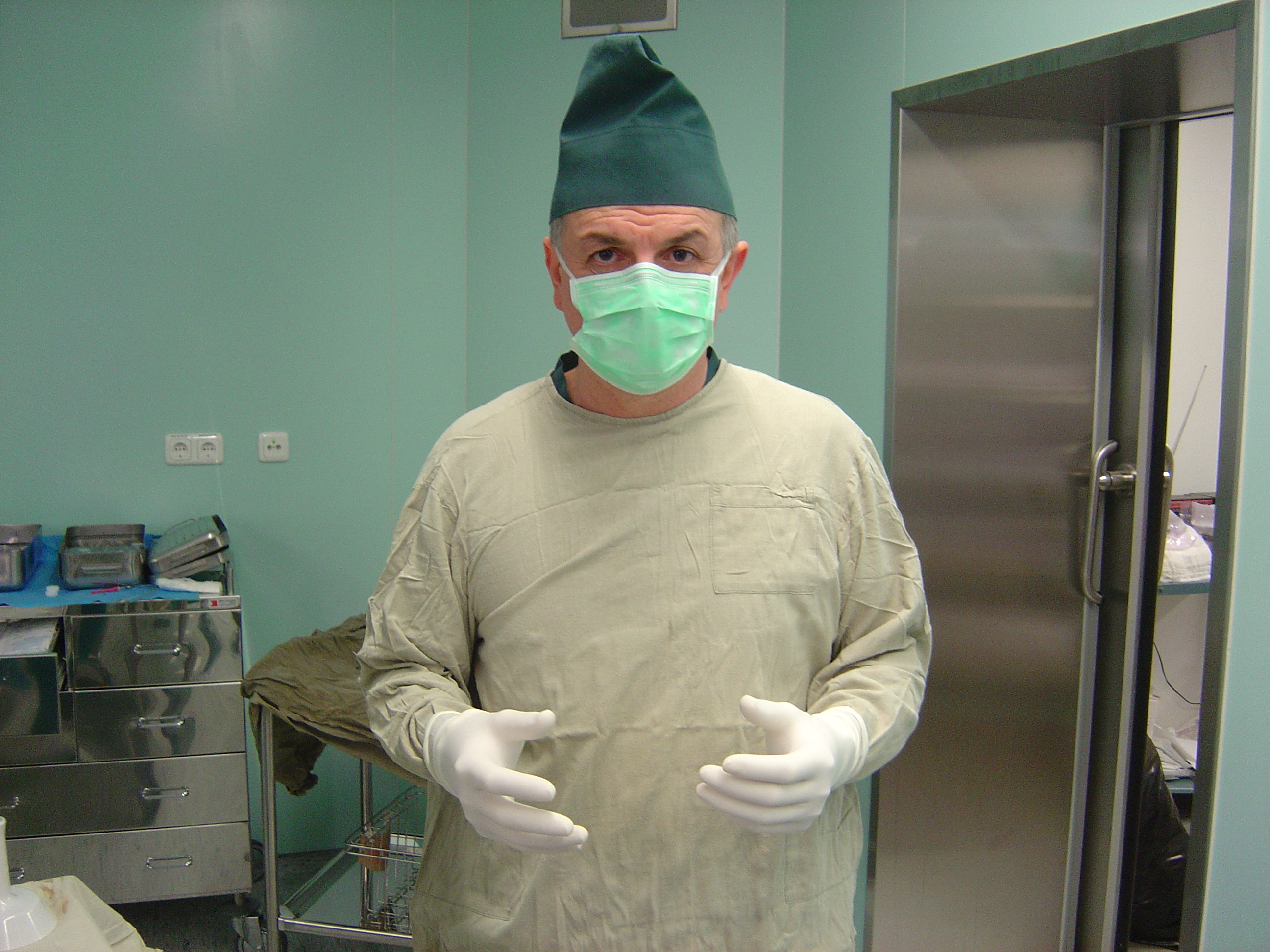

## Награды
- Государственная премия Российской Федерации в области науки и техники (29 сентября 1999, за разработку и внедрение в клиническую практику комбинированных методов лечения остеогенной саркомы)[3]
- Заслуженный деятель науки Российской Федерации (24 ноября 2005, за заслуги в научной деятельности)[4]
- Орден «Слава» (13 марта 2006, Азербайджан, за деятельность в области солидарности азербайджанцев мира)[5]
- Премия Правительства Российской Федерации в области науки и техники (2006)
- Орден Ломоносова (2007)[6]
- Орден «Российская нация» (2008)[7]
- Орден «Дружба» (23 ноября 2011, Азербайджан, за заслуги в укреплении взаимных связей между Азербайджанской Республикой и Российской Федерацией)[8]
- Медаль «За заслуги перед отечественным здравоохранением» (2015)
- Почётный диплом Президента Азербайджана (7 апреля 2015, Азербайджан, за плодотворную работу по подготовке медицинских кадров для Азербайджана и совершенствованию деятельности диаспоры)[9]
- Орден Дружбы (5 февраля 2024, за большой вклад в развитие отечественной науки, многолетнюю плодотворную деятельность и в связи с 300-летием со дня основания Российской академии наук)[10]
- Премия Правительства Российской Федерации в области науки и техники (28 октября 2024, за разработку и внедрение персонифицированного подхода к эндопротезированию для замещения сложнопрофильных пострезекционных и посттравматических дефектов опорно-двигательной системы)[11].
- Орден «Честь» (8 апреля 2025, Азербайджан, за большие заслуги в развитии связей между Азербайджаном и Россией и многолетнюю плодотворную общественную деятельность)[12][13]